# Vestli Station
Vestli Station (Vestli stasjon) er en metrostation, der er endestation for Grorudbanen på T-banen i Oslo. Den blev åbnet 21. december 1975, da banen blev forlænget hertil fra Stovner. Stationen blev lukket for renovering i sommeren 2013 og genåbnet 24. september samme år med metrostandard.
Stationen ligger i nærheden af Vestli Torg, hvor der er flere spisesteder. Om dagen er T-banen ene om at betjene Vestli, idet den eneste anden form for kollektiv trafik i området er en natbuslinie.